# Prosvjed protiv JNA u Splitu 1991.
Prosvjed u Splitu 1991. bio je ulični prosvjed protiv Jugoslavenske narodne armije (JNA) održan u Splitu 6. svibnja 1991. godine. Prosvjed je organizirala Hrvatska udruga radničkih sindikata u Brodogradilištu Brodosplit, a pridružili su mu se radnici drugih gradskih poduzeća i ostali Splićani nakon radijskih poziva za pomoć dok su prosvjednici marširali ulicama. Naposljetku, prosvjed je okupio 100.000 pristaša.
Mimohod je završio okupljanjem pred zgradom Banovine, gdje je tada u Splitu bio stožer JNA. Prosvjednici su tražili prekid blokade sela Kijeva od strane JNA. Ispred zgrade je došlo do tučnjave, a jedan vojnik JNA ubijen je hicem navodno ispaljenim iz mase. Četvoricu organizatora prosvjeda JNA je uhitila mjesec dana kasnije, sudi im na vojnom sudu i osuđuje ih. Pušteni su mjesecima kasnije u razmjeni zarobljenika. Zbog prosvjeda je JNA povukla dio vojne tehnike koja je prethodno bila stacionirana u Splitu na sigurnije lokacije i tamo povećala svoju borbenu gotovost. Blokada Kijeva prekinuta je pregovorima nekoliko dana nakon prosvjeda.

## Pozadina
Godine 1990., nakon izborne pobjede HDZ-a, etničke napetosti su se pogoršale. Jugoslavenska narodna armija (JNA) tada je zaplijenila oružje hrvatske Teritorijalne obrane kako bi smanjila otpor. Dana 17. kolovoza napetosti su eskalirale u otvorenu pobunu hrvatskih Srba, usredotočenih na pretežno srpskim stanovništvom u područjima Dalmatinske zagore oko Knina, dijelovima Like, Korduna, Banovine i istočne Hrvatske. Nakon dva neuspješna pokušaja Srbije, uz potporu Crne Gore i srpskih pokrajina Vojvodine i Kosova,  da dobije odobrenje Predsjedništva Jugoslavije za upućivanje JNA radi razoružavanja hrvatskih snaga sigurnosti u siječnju 1991. i okršaja između srpskih pobunjenika i hrvatskih specijalne policije u ožujku, sama JNA, potpomognuta Srbijom i njezinim saveznicima, zatražila je od savezne Predsjedništvo da joj dodijeli ratne ovlasti i proglasi izvanredno stanje. Zahtjev je odbijen 15. ožujka, a JNA je došla pod kontrolu srpskog predsjednika Slobodana Miloševića. Milošević je, preferirajući širenje Srbije, a ne očuvanje Jugoslavije, javno zaprijetio da će zamijeniti JNA srpskom vojskom i izjavio da više ne priznaje vlast saveznog Predsjedništva. Prijetnja je uzrokovala da JNA postupno odustane od planova za očuvanje Jugoslavije u korist proširenja Srbije. Do kraja mjeseca sukob je eskalirao do prvih žrtava. JNA je intervenirala na strani pobunjenika, te spriječila akciju hrvatske policije. Početkom travnja čelnici srpske pobune u Hrvatskoj objavili su namjeru da područje pod svojom kontrolom, koje Vlada Hrvatske smatra otcijepljenom regijom, pripoje Srbiji.
Početkom 1991. Hrvatska nije imala regularnu vojsku. U nastojanju da ojača svoju obranu, udvostručila je broj policijskog osoblja na oko 20.000. Najučinkovitiji dio snaga bila je specijalna policija od 3000 pripadnika. Hrvatski pogled na ulogu JNA u srpskoj pobuni postupno se mijenjao od siječnja 1991. Početni plan hrvatskog predsjednika Franje Tuđmana bio je pridobiti potporu Europske zajednice (EZ) i SAD-a Hrvatskoj, a nije poslušao savjet da zauzme vojarne i skladišta JNA u zemlji. Tuđmanov stav bio je motiviran njegovim uvjerenjem da Hrvatska ne može dobiti rat protiv JNA.

## Protesti
Neposredni povod za sukob s JNA u Splitu bila je blokada sela Kijevo, gdje su hrvatske vlasti uspostavile novu policijsku postaju, uvedena 29. travnja. Selo su opkolile JNA, kojom je zapovijedao pukovnik Ratko Mladić, i srpske pobunjeničke snage, presjekle pristup i onemogućile dostavu namirnica. Tuđman je pozvao javnost da prekine opsadu.
Prosvjed je održan 6. svibnja 1991. u Splitu u organizaciji Hrvatske udruge radničkih sindikata u Brodogradilištu Brodosplit, kao odgovor na raniju Tuđmanovu izjavu. Prosvjed je započeo s 10.000 radnika brodogradilišta, ali je na kraju privukao oko 100.000 ljudi, iz brodogradilišta i drugih tvornica u Splitu na prosvjedni marš kroz grad, noseći hrvatske zastave. Prosvjedni marš je rastao kako mu se sve više građana pridruživalo, nakon radio poruka u kojima se pozivalo na podršku. Kako bi se spriječila intervencija Jugoslavenske ratne mornarice brodovima opremljenim vodenim topovima, brodovi Jadrolinije korišteni su za ometanje pristupa luci. Prosvjednici su protestirali oko zgrade Banovine u kojoj su se u to vrijeme nalazili zapovjedni centri Zborno-pomorske oblasti JNA i Jugoslavenske ratne mornarice. Prosvjednici su tražili ukidanje blokade Kijeva, povlačenje oklopnih transportera parkiranih ispred zgrade Banovine i isticanje hrvatske zastave na samoj zgradi.
Tijekom prosvjeda okupljeni su napali oklopni transporter JNA i uspjeli ukloniti strojnicu montiranu na vozilo, dok je jedan od prosvjednika, Ivica Balić, izvjesio hrvatsku zastavu na zgradu uz intoniranje hrvatske himne. U neredima koji su izbili ispred zgrade hicem ispaljenim iz mase ubijen je Saško Gešovski, vojni obveznik JNA iz Makedonije. Do kraja poslijepodneva okupljeni su skinuli jugoslavensku zastavu sa zgrade, udaljili se i razišli.

## Posljedice
Osim Gešovskog, nije bilo smrtnih slučajeva, ali je nekoliko vojnika JNA ranjeno. Smrt Gešovskog je izazvala demonstracije u glavnom gradu Makedonije, Skopju, u lipnju. Prosvjednici su optužili Tuđmana da je odgovoran za ubojstvo. Hrvatska vlada odbila je izraziti žaljenje zbog smrti Gešovskog, a srbijanski mediji su smrt mladog Makedonca istaknuli kao dokaz da je Tuđmanova vlada oživjela fašističke ustaše, koji su vladali Hrvatskom tijekom Drugog svjetskog rata.
Tadašnji gradonačelnik Splita Onesin Cvitan tvrdio je da je na Gešovskog pucano iz zgrade Banovine. Međutim, Državno odvjetništvo Republike Hrvatske proturječilo mu je tvrdnjom da je Gešovskog ubio netko iz gomile koja je prosvjedovala ispred zgrade. Pokrenuta je istraga, ali slučaj je odbačen zbog nedostatka dokaza. Sigurnosna služba JNA u Splitu, kojom je upravljao pukovnik Ljubiša Beara, identificirala je Matu Sabljića, Ivana Begonju, Rolanda Zvonarića i Branka Glavinovića kao organizatore prosvjeda na kojem se ubojstvo dogodilo te ih uhitila 5. lipnja. Suđeno im je na vojnom sudu u Sarajevu 19. kolovoza, osuđeni su na godinu i pol do osam godina zatvora. Skupina je bila zatvorena u Foči do 25. studenog, kada su razmijenjeni za ratne zarobljenike JNA. Prosvjed se obilježava svake godine u Splitu, a monografija koja pokriva taj događaj izdana je 2011. godine.
Nakon prosvjeda, JNA je povećala borbenu spremnost svog garnizona u Splitu i drugdje u Dalmaciji te povukla dio topništva i osoblja iz Splita u svoje baze udaljene od obale. Nadalje, Vojno-pomorski okrug JNA naredio je svojim garnizonima da se opskrbe pitkom vodom i pripreme generatore za korištenje u slučaju prekida opskrbe električnom energijom. JNA se evakuirala iz Splita do 4. siječnja 1992., u skladu sa sporazumima kojima je okončana Bitka za vojarne.
Opsada Kijeva ukinuta je nekoliko dana nakon prosvjeda putem pregovora i dva tjedna nakon što je JNA blokirala selo. Međutim, dogovor se pokazao kratkotrajnim jer su jedinice JNA, ponovno predvođene Mladićem, napale Kijevo i uništile znatan dio sela. Napad je započeo kada su se hrvatske snage odbile predati vođi hrvatskih Srba Milanu Martiću . To je bio jedan od prvih slučajeva kada je JNA otvoreno stala na stranu pobunjenih Srba u brzo eskalirajućem Hrvatskom ratu za neovisnost.

## Reference
Knjige 
- Central Intelligence Agency, Office of Russian and European Analysis. 2002. Balkan Battlegrounds: A Military History of the Yugoslav Conflict, 1990–1995. Central Intelligence Agency. Washington, D.C.. ISBN 9780160664724. OCLC 50396958
- Gow, James. 2003. The Serbian Project and Its Adversaries: A Strategy of War Crimes. C. Hurst & Co.. London, England. ISBN 978-1-85065-646-3
- Hoare, Marko Attila. 2010. The War of Yugoslav Succession.   Ramet, Sabrina P. (ur.). Central and Southeast European Politics Since 1989. Cambridge University Press. Cambridge, England. str. 111–136. ISBN 978-1-139-48750-4
- O'Shea, Brendan. 2005. The Modern Yugoslave Conflict 1991–1995: Perception, Deception and Dishonesty. Routledge. London, England. ISBN 978-0-415-35705-0
- Ramet, Sabrina P. 2006. The Three Yugoslavias: State-Building And Legitimation, 1918–2006. Indiana University Press. Bloomington, Indiana. ISBN 978-0-253-34656-8
- Sikavica, Stipe. 2000. The Army's Collapse.   Udovicki, Jasminka; Ridgeway, James (ur.). Burn This House: The Making and Unmaking of Yugoslavia. Duke University Press. Durham, North Carolina. str. 154–174. ISBN 9780822325901
- Woodward, Susan L. 1995. Balkan Tragedy: Chaos and Dissolution After the Cold War. Brookings Institution Press. Washington, D.C.. ISBN 978-0-8157-9513-1

Članci u znanstvenim časopisima 
- Brigović, Ivan. Listopad 2011. Odlazak Jugoslavenske narodne armije s područja Zadra, Šibenika i Splita krajem 1991. i početkom 1992. godine [Departure of the Yugoslav People's Army from the area of Zadar, Šibenik and Split in late 1991 and early 1992]. Journal of Contemporary History. Croatian Institute of History. 43 (2): 415–452. ISSN 0590-9597

Vijesti
- Engelberg, Stephen. 3. ožujka 1991. Belgrade Sends Troops to Croatia Town. The New York Times. Inačica izvorne stranice arhivirana 2. listopada 2013.
- Krnić, Denis. 12. lipnja 2010. Beara je sudjelovao u napadu na Split [Beara took part in an attack on Split]. Slobodna Dalmacija. Inačica izvorne stranice arhivirana 1. prosinca 2013.
- Krnić, Denis. 26. ožujka 2011. Dan kada je Split ustao protiv JNA [Day when Split rose against the JNA]. Slobodna Dalmacija. Inačica izvorne stranice arhivirana 18. ožujka 2012.
- Šetka, Snježana. 6. svibnja 2001. Dan kada je ustao Split [Day when Split rose up]. Slobodna Dalmacija. Inačica izvorne stranice arhivirana 1. prosinca 2013.
- Sudetic, Chuck. 2. travnja 1991. Rebel Serbs Complicate Rift on Yugoslav Unity. The New York Times. Inačica izvorne stranice arhivirana 2. listopada 2013.
- Roads Sealed as Yugoslav Unrest Mounts. The New York Times. Reuters. 19. kolovoza 1990. Inačica izvorne stranice arhivirana 21. rujna 2013.
- Velić, Mario. 6. svibnja 2010. Sjećanje na Banovinu [Remembrance of Banovina]. Večernji list. Inačica izvorne stranice arhivirana 1. prosinca 2013.

Drugi izvori
- The Prosecutor vs. Milan Martic – Judgement (PDF). Međunarodni sud za ratne zločine počinjene na području bivše Jugoslavije. 12. lipnja 2007.